# Parafia Najświętszej Maryi Panny Wspomożenia Wiernych w Będargowie
Parafia pw. Najświętszej Maryi Panny Wspomożenia Wiernych w Będargowie – parafia rzymskokatolicka należąca do dekanatu Szczecin-Pogodno, archidiecezji szczecińsko-kamieńskiej, metropolii szczecińsko-kamieńskiej. Erygowana została 2 kwietnia 2011 dekretem ordynariusza szczecińsko-kamieńskiego, abpa Andrzeja Dzięgi. W parafii posługują księża diecezjalni. Według stanu na wrzesień 2018 proboszczem parafii był ks. Wojciech Jaźniewicz. Zgodnie ze stanem na 2023 r. obecnym proboszczem parafii jest ks. Jarosław Dobrosz. 

## Miejsca święte

### Kościół parafialny
Kościół Najświętszej Maryi Panny Wspomożycielki Wiernych w Będargowie

### Kościoły filialne i kaplice
- Kościół pw. Matki Boskiej Nieustającej Pomocy w Bobolinie[1]

- kościół pw. Matki Boskiej Fatimskiej w Stobnie[1]